# Friarna på Långesten
Friarna på Långesten är en svensk svartvit stumfilm från 1924 i regi av John Pedersen och med manus av Ludde Gentzel.
Filmen spelades in 1924 i Borås med omnejd med Olle Rückert som fotograf och premiärvisades den 3 november 1924 på biografen Fenix i Borås.

## Rollista
- Per Sundby – Anders Stage, ingenjör
- John Pedersen	– Pettson, lanthandlare
- Fröken Jönsson – Marian Anderson